# Noah Kibet
Noah Kibet (12 aprile 2004) è un mezzofondista keniota.

## Biografia
Nel 2021 fu medaglia di bronzo degli 800 metri piani ai campionati mondiali under 20 di Nairobi e l'anno successivo conquistò la medaglia d'argento, sempre negli 800 metri piani, ai campionati mondiali indoor di Belgrado 2022.

## Palmarès
| Anno | Manifestazione  | Sede     | Evento      | Risultato  | Prestazione | Note  |
| ---- | --------------- | -------- | ----------- | ---------- | ----------- | ----- |
| 2021 | Mondiali U20    | Nairobi  | 800 m piani | Bronzo     | 1'44"88     |       |
| 2022 | Mondiali indoor | Belgrado | 800 m piani | Argento    | 1'46"35     |       |
| 2022 | Mondiali        | Eugene   | 800 m piani | Semifinale | 1'47"15     |       |
| 2022 | Mondiali U20    | Cali     | 800 m piani | 7º         | 1'48"50     | [ 1 ] |
| 2024 | Mondiali indoor | Glasgow  | 800 m piani | Batteria   | 1'46"90     |       |
| 2025 | Mondiali indoor | Nanchino | 800 m piani | Semifinale | 1'48"90     |       |

## Campionati nazionali
2022
- Oro ai campionati kenioti, 800 m piani - 1'46"81

2025
- 5º ai campionati kenioti, 800 m piani - 1'45"80

## Altre competizioni internazionali
2022
- Oro al Doha Diamond League ( Doha), 800 m piani - 1'49"08
- 4º al Golden Spike ( Ostrava), 800 m piani - 1'44"9

2023
- 10º al Doha Diamond League ( Doha), 800 m piani - 1'49"95